# L'esule di Roma
L'esule di Roma és una òpera en dos actes de Gaetano Donizetti, amb llibret de Domenico Gilardoni. S'estrenà al Teatro San Carlo de Nàpols l'1 de gener de 1828.	